# Croton betulinus
Espèce
Classification APG III (2009)
Croton betulinus est une espèce de plantes à fleurs du genre Croton et de la famille des Euphorbiaceae, présente en Floride et aux Caraïbes.

## Synonyme
- Oxydectes betulina (Vahl) Kuntze
- Aldinia glechomoides Raf.